# Kramasamuha sibika
Kramasamuha sibika är en svampart som beskrevs av Subram. & Vittal 1973. Kramasamuha sibika ingår i släktet Kramasamuha, divisionen sporsäcksvampar och riket svampar.   Inga underarter finns listade i Catalogue of Life.